# Stazione di Kokufu-Tagajō
La stazione di Kokufu-Tagajō (国府多賀城駅?, Kokufu-Tagajō-eki) è una stazione ferroviaria situata nella città di Tagajō, nella prefettura di Miyagi, ed è servita dalla linea principale Tōhoku della JR East.

## Linee ferroviarie
East Japan Railway Company
■ Linea principale Tōhoku

## Struttura
La stazione è dotata di due marciapiedi laterali con due binari passanti in superficie, ed è dotata di tornelli di accesso automatici e supporto alla biglietteria elettronica Suica. La biglietteria è aperta dalle 6:30 alle 21:00
| 1 | ■ Linea principale Tōhoku | per Shiogama, Matsushima, Kogota e Ichinoseki |
| 2 | ■ Linea principale Tōhoku | per Sendai, Shiroishi e Fukushima             |

## Stazioni adiacenti
| «                                                   | Servizio                | »                       |
| Linea principale Tōhoku                             | Linea principale Tōhoku | Linea principale Tōhoku |
| --------------------------------------------------- | ----------------------- | ----------------------- |
| Rikuzen-Sannō                                       | Locale                  | Shiogama                |
| Il Rapido "Sanriku" e il Rapido diretto non fermano |                         |                         |